# Томонд Парк
«То́монд Парк» (англ. Thomond Park, ирл. Pháirc Thuamhan) — регбийный и футбольный стадион в Лимерике, Ирландия, вмещающий чуть меньше 26 тысяч зрителей. До реконструкции, закончившейся в 2008 году, вместимость стадиона составляла 11 тысяч человек. Арена принадлежит Ирландскому регбийному союзу, на ней регулярно проводят свои домашние матчи регбийные клубы «Манстер», «Шаннон» и «Богемианс». Кроме того, во время реконструкции «Маркетс Филд» в 2013—2015 годах здесь выступал футбольный клуб «Лимерик». Стадион также является местом проведения концертов. Так, в разные годы здесь выступали Элтон Джон, Пинк, Брюс Спрингстин и другие.

## История

### До реконструкции
Манстерский регбийный союз приобрёл землю под новый стадион в августе 1933 года, а уже в ноябре 1934 здесь был проведён первый матч, в котором встретились молодёжная сборная провинции Манстер и регбийный клуб «Богемианс». Регбийный клуб «Манстер» сыграл на стадионе только в 1938 году, встреча закончилась победой хозяев над «Ленстером». В 1955 году на территории стадиона было построено здание для «Богемианс», а в 1967 — для «Шаннона», двух клубов, выступающих в провинциальном чемпионате.
В 1974 и 1978 годах клуб сыграл на «Томонд Парк» два матча со сборной Новой Зеландии в рамках турне «Олл Блэкс» по Британским островам. Перед первым матчем, закончившемся победой гостей со счётом 14:0 на стадионе был проведён косметический ремонт. Четыре года спустя ирландцы добились сенсационной победы, заработав 12 безответных очков, а ирландский писатель Джон Кин написал в честь этого матча стихотворение Were you there in Thomond Park?.
В 1987 году на «Томонд Парк» была построена первая сидячая трибуна вместимостью 1234 зрителя стоимостью 600 тысяч фунтов, причём половина средств была собрана с помощью пожертвований и лотереи. С 1995 по 2007 год «Манстер» не проиграл на этом стадионе ни одной игры Кубка Хейнекен, которых за 12 сезонов набралось 26. Рекордную серию прервал английский «Лестер Тайгерс», победивший со счётом 6:13, а этот матч стал для ирландской команды последним домашним матчем перед крупномасштабной реконструкцией.

### Реконструкция
Зимой 2006 года Ирландский регбийный союз начал выкуп 12 домов, расположенных в непосредственной близости к востоку от стадиона, чтобы освободить площадь для реконструкции. Проект стадиона был показан публике в мае 2006 года, его разработкой занимались ирландские архитекторы из Murray O’Laoire Architects и британцы из AFL Architects. В задачи реконструкторов входило сохранить оба имеющиеся на «Томонд Парк» поля, основное и тренировочное за западной трибуной. Кроме того, необходимо было оставить расположенное в юго-западном углу здание, принадлежащее «Шаннону», а в западной трибуне оборудовать новые помещения для «Богемианс».

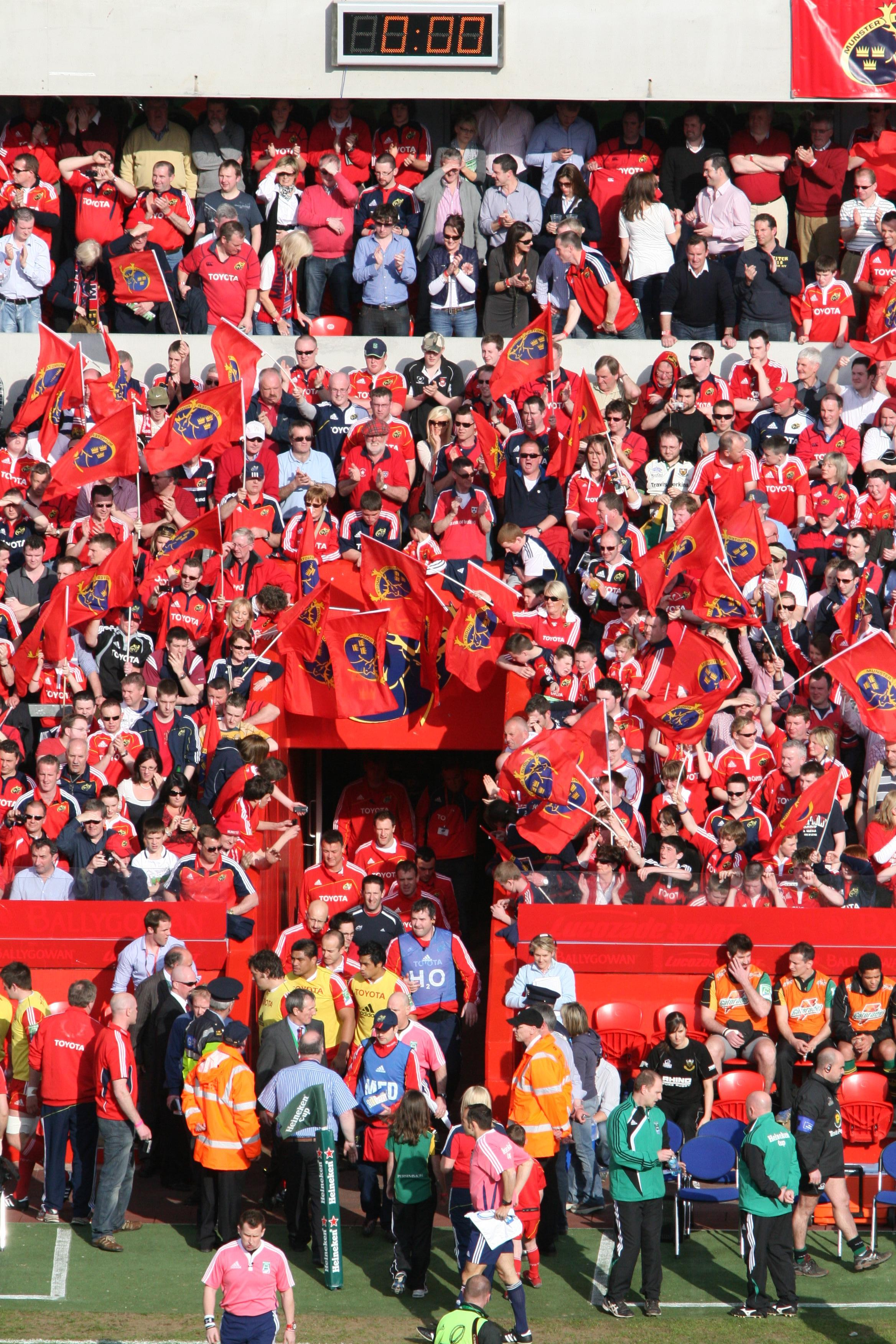
Игроки «Манстера» выходят на поле «Томонд Парк», 10 апреля 2010 года.

В процессе реконструкции были построены две полностью симметричные сидячие трибуны (западная и восточная) общей вместимостью 15 тысяч человек, а существующие трибуны со стоячими местами общей вместительностью 11 тысяч человек были сохранены. Все сидячие места находятся под крышей, выполненной в форме арки. Стадион был намеренно сделан открытым с двух сторон (северной и южной), чтобы сохранить уникальную атмосферу стадиона. Предполагалось, что после реконструкции «Томонд Парк» будет переименован по спонсорским причинам, однако этого не произошло, хотя клуб намеревался это сделать и позже — в 2014 и 2016 годах. Все попытки переименования встретили сопротивление болельщиков клуба.

### Новая эра на «Томонд Парк»
Первый матч прошёл на стадионе 26 сентября 2008 года и не носил статуса открытия стадиона. В нём сыграли сборные до 20 лет провинций Манстер и Ольстер, хозяева выиграли 3:0. Официальное же открытие состоялось 19 ноября того же года. В матче сыграли «Манстер» и сборная Новой Зеландии, которая победила со счётом 16:18. Событие было приурочено к тридцатилетию с момента легендарной победы над «Олл Блэкс». После реконструкции на «Томонд Парк» начал работу музей, посвящённый истории клуба.

## Спортивные события

### Регби
«Манстер» сыграл на «Томонд» ряд матчей с различными иностранными сборными, сборная Ирландии по регби провела на стадионе 4 тестовых матча, все они были выиграны.
| Международные матчи | Международные матчи | Международные матчи | Международные матчи | Международные матчи | Международные матчи | Международные матчи |
| ------------------- | ------------------- | ------------------- | ------------------- | ------------------- | ------------------- | ------------------- |
| «Манстера»          | «Манстера»          | «Манстера»          |                     | Сборной Ирландии    | Сборной Ирландии    | Сборной Ирландии    |
| Год                 | Соперник            | Счёт                | Год                 | Соперник            | Счёт                |                     |
| 1951                | ЮАР                 | 6:11                | 2002                | Румыния             | 39:8                |                     |
| 1958                | Австралия           | 3:3                 | 2003                | Италия              | 61:6                |                     |
| 1963                | Новая Зеландия      | 3:6                 | 2008                | Канада              | 55:0                |                     |
| 1970                | ЮАР                 | 9:25                | 2012                | Фиджи               | 53:0                |                     |
| 1973                | Аргентина           | 12:12               |                     |                     |                     |                     |
| 1974                | Новая Зеландия      | 4:14                |                     |                     |                     |                     |
| 1978                | Новая Зеландия      | 12:0                |                     |                     |                     |                     |
| 1984                | Австралия           | 19:31               |                     |                     |                     |                     |
| 1996                | Австралия           | 19:55               |                     |                     |                     |                     |
| 1998                | Марокко             | 49:17               |                     |                     |                     |                     |
| 2008                | Новая Зеландия      | 16:18               |                     |                     |                     |                     |
| 2010                | Австралия           | 15:6                |                     |                     |                     |                     |

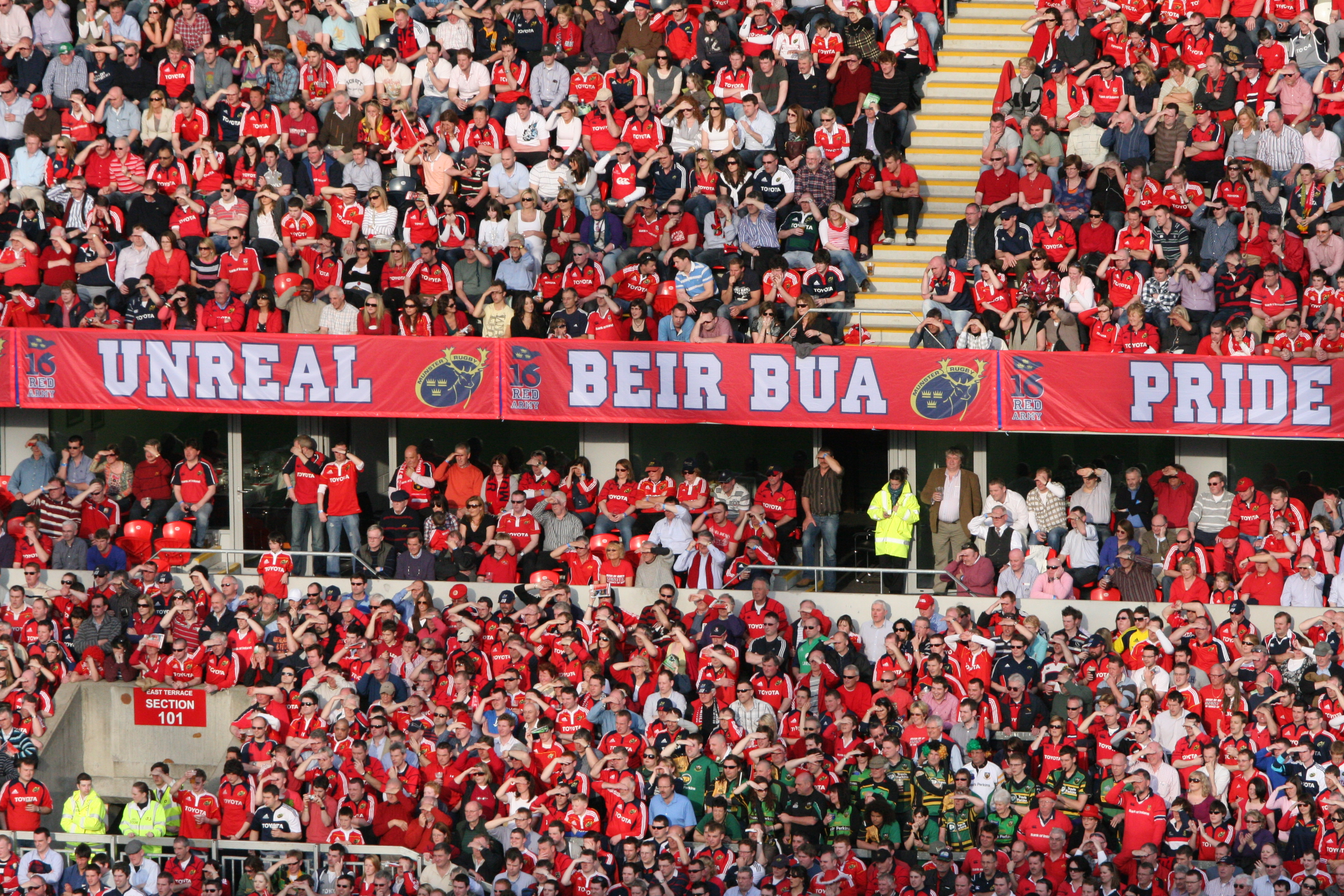
Болельщики на матче между «Манстером» и «Нортгемптон Сэйнтс», 10 апреля 2010 года.

Кроме того, в 1999 году на «Томонд Парк» прошла одна из игр групповой стадии чемпионата мира, в которой сборная Австралии обыграла сборную США со счётом 55:19.
Помимо регби-15 на стадионе также проходили матчи и по другим вариантам правил этого вида спорта. В 2013 году здесь прошла встреча между сборными Ирландии и Австралии в рамках Чемпионат мира по регбилиг 2013 года, а в 2015 — Клубный чемпионат мира по регби-7.

### Футбол
«Лимерик» провёл на стадионе квалификационные матчи Кубка европейских чемпионов 1960/61 против «Янг Бойз» (поражение 0:5) и 1/16 финала Кубок обладателей кубков 1971/72 против «Торино» (поражение 0:1). Позже, во время реконструкции стадиона «Маркетс Филд» клуб играл здесь свои матчи в 2013—2015 годах. В 2009 году сборная Ирландии по футболу провела здесь два товарищеских матча. В первом ирландцы потерпели поражение 0:3 от сборной Австралии, а во втором обыграли сборную ЮАР 1:0.